# Olta Boka
Olta Boka (* 4. listopadu 1991 Tirana) je albánská zpěvačka, která reprezentovala Albánii na Eurovision Song Contest 2008.

## Kariéra
Veřejně vystupovat začala v devíti letech a to jako členka andělského sboru. Vyhrála již mnoho cen na dětských festivalech nejen v Albánii, ale i v Řecku, Bulharsku či Kosovu. Mnozí ji považují za velký objev albánské hudební scény.

## Eurovision Song Contest 2008
V roce 2008 byla vybrána, aby reprezentovala Albánii na Eurovision Song Contest 2008 s písní „Zemrën e lamë peng“.
Vyhrála albánské národní finále Festivali i Këngës a 22. května se účastnila 2. semifinále. Umístila se na postupové pozici a 24. května ve finále soutěže se umístila na 17. místě s 55 body z celkového počtu 25 účastníků.
Byla nejmladší interpretkou tohoto ročníku Eurovize a nejmladší interpretkou soutěže od roku 2004, kdy za Kypr bojovala šestnáctiletá Lisa Andreas.
Hudbu pro její soutěžní singl složil Adrian Hila a text napsal Pandi Laco. Oba dva jsou také autory soutěžní písně Frederika Ndociho z roku 2007 „Hear My Plea“. Olta Boka se podílela na show Ethet JV Premtes Mbrëma v Albánii.

## Diskografie
- 2001: „Të dy prindërit i dua“
- 2007: „Zemrën e lamë peng“
- 2009: „S'duhet të dua“
- 2009: „Jepu me zemër“
- 2010: „Mbete një brengë“
- 2011: „Anna“
- 2013: „E fundit tango“
- 2014: „Ti më ke mua“ (ft. Erik Lloshi)
- 2014: „Parfumi i tij“
- 2016: „Rri edhe pak“
- 2017: „Atij/asaj“ (ft. Stiv Boka)